# (3512) Eriepa
(3512) Eriepa ist ein Asteroid des Hauptgürtels, der am 8. Januar 1984 vom US-amerikanischen Astronomen Joe Wagner an der Anderson Mesa Station (IAU-Code 688), einer Außenstelle des Lowell-Observatoriums in Flagstaff, entdeckt wurde.
Benannt wurde der Asteroid nach der Stadt Erie im US-Bundesstaat Pennsylvania, der Heimatstadt des Entdeckers.